# Херси (тауншип, Миннесота)
Херси (англ. Hersey) — тауншип в округе Ноблс, Миннесота, США. На 2000 год его население составило 257 человек.

## География
По данным Бюро переписи населения США площадь тауншипа составляет 90,9 км², из которых 90,9 км² занимает суша, водоёмов нет.

## Демография
По данным переписи населения 2000 года здесь находились 257 человек, 83 домохозяйства и 73 семьи.  Плотность населения —  2,8 чел./км².  На территории тауншипа расположено 87 построек со средней плотностью 1,0 построек на один квадратный километр. Расовый состав населения: 99,22 % белых, 0,39 % — других рас США и 0,39 % приходится на две или более других рас. Испанцы или латиноамериканцы любой расы составляли 0,39 % от популяции тауншипа.
Из 83 домохозяйств в 48,2 % воспитывались дети до 18 лет, в 83,1 % проживали супружеские пары, в 1,2 % проживали незамужние женщины и в 12,0 % домохозяйств проживали несемейные люди. 10,8 % домохозяйств состояли из одного человека, при том 4,8 % из — одиноких пожилых людей старше 65 лет. Средний размер домохозяйства — 3,10, а семьи — 3,34 человека.
32,7 % населения младше 18 лет, 8,2 % в возрасте от 18 до 24 лет, 32,3 % от 25 до 44, 17,1 % от 45 до 64 и 9,7 % старше 65 лет. Средний возраст — 36 лет. На каждые 100 женщин приходилось 93,2 мужчин.  На каждые 100 женщин старше 18 приходилось 108,4 мужчин.
Средний годовой доход домохозяйства составлял 39 500 долларов, а средний годовой доход семьи —  44 375 долларов. Средний доход мужчин —  34 583  доллара, в то время как у женщин — 16 250. Доход на душу населения составил 14 843 доллара. За чертой бедности находились 5,6 % семей и 10,0 % всего населения тауншипа, из которых 7,6 % младше 18 и 13,2 % старше 65 лет.